# Onze-Lieve-Vrouw-van-Fatimakerk (Roosendaal)
De Onze Lieve-Vrouw-van-Fatimakerk is een voormalige rooms-katholieke kerk in de buurt Fatima van de wijk Burgerhout in de Noord-Brabantse stad Roosendaal. Het gebouw is gelegen aan de Dr. Schaepmanlaan 90.

## Geschiedenis
De Onze-Lieve-Vrouw-van-Fatimakerk werd ontworpen door de Roosendaalse architect Jacques Hurks. Op 1 april 1951 werd door de bisschop van Breda Joseph Baeten en  pastoor Norbertus Theeuwes een koker met oorkonde bij de eerste steen ingemetseld. De kerk werd in 1952 in gebruik genomen. De kerk werd gebouwd vanwege de uitbreiding van Roosendaal ten oosten van de wijk Kalsdonk. De in 1952 gestichte Fatimaparochie nam ook een deel van de Heilig Hartparochie over.
Sinds 1994 is de kerk een gemeentelijke monument. Sterk teruglopend kerkbezoek zorgde ervoor dat de kerk na vijftig jaar werd gesloten. Op 22 november 2004 werd voor het laatst de eucharistie gevierd, waarna het altaar werd ontruimd en het Mariabeeld de kerk werd uitgedragen. De kerk en de bijgebouwen zijn in 2005 aangekocht door Aramis, een van de voorgangers van woningcorporatie Alwel, met de bedoeling om in de gebouwen woningen te realiseren. Dit is niet gebeurd en in 2019 is het gebouw doorverkocht aan een vastgoedontwikkelaar.

## Gebouw
De driebeukige basilicale kerk in de stijl van Delftse School is geheel uit baksteen opgetrokken. De kerk heeft een verhoogd koor, een hoge apsis en een kleine dakruiter met klokken.